# Viróvoro

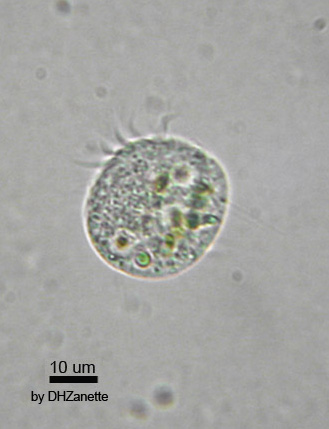
Halteria

Un viróvoro es un organismo que obtiene la energía y los nutrientes necesarios para vivir a partir del consumo de virus. Técnicamente, el término se refiere a organismos que principalmente o únicamente consumen virus, pero actualmente solo incluye organismos que obtienen un beneficio nutricional parcial del consumo de virus, similar a una forma de omnívoro microbiológico. Virovoría es la forma de sustento descubierta más recientemente en la que un organismo vivo puede confiar en el consumo de virus para sus necesidades energéticas.

## Microbiología
Aunque desde 1980 se habla de la posibilidad de que algunos protistas consumieran virus como fuente de energía y nutrientes, no ha sido hasta diciembre de 2022 cuando un equipo de la Universidad de Nebraska-Lincoln (Estados Unidos), liderado por John P. DeLong, ha publicado en la revista PNAS un artículo en el que, por primera vez, se demuestra que unos protistas ciliados del género Halteria pueden crecer y sobrevivir a partir del consumo exclusivo de virus, en concreto del virus Chlorella o clorovirus. 
En el experimento, se observa el crecimiento de una población de Halteria sp. y otra de Paramecium bursaria a partir de un único sustento: el clorovirus. En las primeras horas, se observa como en ambos cultivos la cantidad de virus disminuye mientras que hay un crecimiento importante en la población de Halteria sp y un mantenimiento en la de Paramecium bursaria. Es decir, ambas especies de protistas consumen los clorovirus pero solo Halteria sp es capaz de crecer y multiplicarse.
Hasta la investigación del equipo de DeLong, se habían observado virófagos: virus capaces de alimentarse a partir de otros virus.

## Ecología
Con la confirmación de la existencia de los viróvoros se abre la puerta a replantear el funcionamiento de las cadenas tróficas y del ciclo del carbono. Los protistas forman parten del plancton, base fundamental en el aporte de biomasa a las cadenas tróficas. La existencia de protistas viróvoros aporta una nueva fuente de energía a estas cadenas tróficas.